# Pyrellia
Genre
Pyrellia est un genre d'insectes diptères de la famille des Muscidae.

## Liste d'espèces
Selon Catalogue of Life (1 mars 2013) :
- Pyrellia acaciae
- Pyrellia albocuprea
- Pyrellia ampullacea
- Pyrellia attonita
- Pyrellia cadaverina
- Pyrellia difficilis
- Pyrellia diversipalpis
- Pyrellia habaheensis
- Pyrellia ignita
- Pyrellia keiseri
- Pyrellia kuhlowi
- Pyrellia minuta
- Pyrellia natalensis
- Pyrellia neuhausi
- Pyrellia ponti
- Pyrellia proferens
- Pyrellia purpureonitens
- Pyrellia rapax
- Pyrellia schumanni
- Pyrellia scintillans
- Pyrellia secunda
- Pyrellia spinthera
- Pyrellia stuckenbergi
- Pyrellia suchariti
- Pyrellia tasmaniae
- Pyrellia vivida
- Pyrellia wittei